# Meladema lanio
Meladema lanio – gatunek wodnego chrząszcza z rodziny pływakowatych i podrodziny Colymbetinae.

## Taksonomia
Gatunek ten został opisany w 1775 roku przez Johana Christiana Fabriciusa jako Dystiscus lanio. W 1838 roku sklasyfikowany w rodzaju Colymbetes przez Charlesa Nicholasa Aubé. W rodzaju Meladema umieszczony został w 1882 roku przez Davida Sharpa.

## Opis
Ciało długości 10 mm, w zarysie podłużne, nieco wypukłe, ubarwione smoliście czarno, u obu płci połyskujące. Czułki i odnóża rudordzawe. Głowa i przedplecze nieco siateczkowane, szczególnie u samców. Pokrywy barwy ceglastej, nadzwyczaj gęsto oprószone malutkimi, czarnymi, mniej lub bardziej zlanymi ze sobą kropkami, które przyciemniają prawie całą ich powierzchnię. Na każdej pokrywie obecne są trzy podłużne rzędy dużych i silnie wgłębionych punktów, z których rząd zewnętrzny jest najsłabiej widoczny.

## Rozprzestrzenienie
Gatunek endemiczny dla portugalskiej Madery.